# Обитатель озера
«Обитатель озера» (англ. The Inhabitant of the Lake) — рассказ американского писателя ужасов Рэмси Кэмпбелла, относящийся к «Мифам Ктулху». Был написан шестнадцатилетним автором в июне-июле 1962 года (первоначальная версия названия «То, что в озере», англ. The Thing in the Lake) и впервые опубликован в 1964 году издательством «Arkham House» в составе сборника Кэмпбелла «Обитатель озера и ещё менее желанные жильцы» (англ. The Inhabitant of the Lake and Less Welcome Tenants), в 1968 г. также напечатан нидерландский перевод Кеса ван ден Брука. Это самый пространный из рассказов цикла (13 тысяч слов), по структуре напоминающий повесть Лавкрафта «Шепчущий во тьме».

## Сюжет
Художник Томас Картрайт арендует уединённый дом на берегу озера в английской долине Северн, рассчитывая, что мрачная красота этого места вдохновит его на новые работы. По приезде Томаса сразу начинают мучить кошмары и видения неких событий ночью с участием группы людей. Он обнаруживает в доме набор древних рукописей, в которых подробно описывается пришествие древнего существа на Землю. По мере того, как странные события нарастают, Картрайт обращается за помощью к своему другу Алану Кирни, и они оба изучают проклятое озеро. Картрайт рисует на картинах Глааки, обитающего в озере. Однако только одному из них посчастливилось пережить решающую встречу с Глааки.
В «Обитателе озера» впервые появляются «Откровения Глааки», оккультная рукопись, которая описывает этого Древнего бога и древние эпохи Земли. Рукопись состоит из 11 томов.

## Персонажи
- Томас Картрайт (англ. Thomas Cartwright) — талантливый художник, специализирующийся на жутких картинах.
- Алан Кирни (англ. Alan Kearney) — рассказчик и друг Картвайта.
- Джозеф «Джо» Балджер (англ. Joseph «Joe» Bulger) — друг Картрайта, насильно сделал последователем Глааки.
- Томас Ли (англ. Thomas Lee) — бывший лидер культа Глааки.
- Глааки (англ. Glaaki) — Древний бог.
- Вултум (англ. Vulthoom) — существо из творчества Кларка Эштона Смита.

## Адаптации
В 2021 г. рассказ был переработан в одноимённый графический роман итальянскими художниками Алессандро Манцетти и Стефано Кардозелли; в том же году эта работа была удостоена Премии Брэма Стокера.